# Auzouville-sur-Saâne
Pour les articles homonymes, voir Auzouville (homonymie) et Saane.
Auzouville-sur-Saâne est une commune française située dans le département de la Seine-Maritime en région Normandie.

## Géographie

### Description
Auzouville-sur-Saâne est une commune du pays de Caux située dans le canton de Luneray.

### Communes limitrophes
| Saâne-Saint-Just | Saâne-Saint-Just     | Saint-Ouen-le-Mauger    |
| Saâne-Saint-Just | Auzouville-sur-Saâne | Lestanville             |
|                  | Val-de-Saâne         | Saint-Pierre-Bénouville |

### Hydrographie
La commune est située dans le bassin Seine-Normandie. Elle est drainée par la Saâne.
La Saâne, d'une longueur de 40 km, prend sa source dans la commune de Yerville et se jette dans la Manche en limite des communes de Sainte-Marguerite-sur-Mer et de Quiberville-sur-Mer, après avoir traversé 24 communes. Les caractéristiques hydrologiques de la Saâne sont données par la station hydrologique située sur la commune de Val-de-Saâne. Le débit moyen mensuel est de 0,464 m3/s. Le débit moyen journalier maximum est de 7,51 m3/s, atteint lors de la crue du 26 décembre 1999. Le débit instantané maximal est quant à lui de 21,5 m3/s, atteint le même jour.

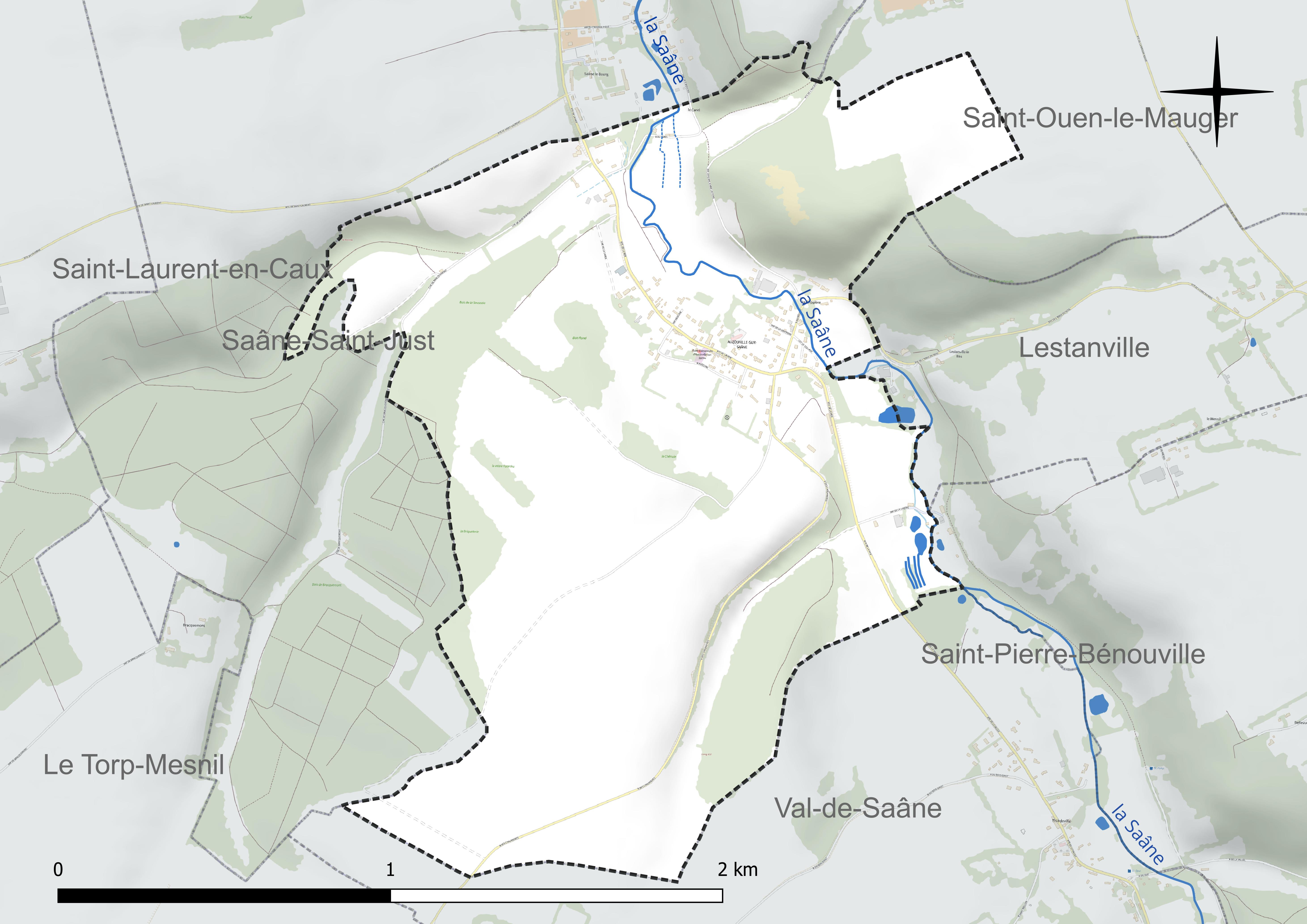
Réseau hydrographique d'Auzouville-sur-Saâne.

### Climat
Pour des articles plus généraux, voir Climat de la Normandie et Climat de la Seine-Maritime.
En 2010, le climat de la commune est de type climat océanique franc, selon une étude du CNRS s'appuyant sur une série de données couvrant la période 1971-2000. En 2020, Météo-France publie une typologie des climats de la France métropolitaine dans laquelle la commune est exposée à un climat océanique et est dans la région climatique Côtes de la Manche orientale, caractérisée par un faible ensoleillement (1 550 h/an) ; forte humidité de l’air (plus de 20 h/jour avec humidité relative > 80 % en hiver), vents forts fréquents. Parallèlement le GIEC normand, un groupe régional d’experts sur le climat, différencie quant à lui, dans une étude de 2020, trois grands types de climats pour la région Normandie, nuancés à une échelle plus fine par les facteurs géographiques locaux. La commune est, selon ce zonage, exposée à un « climat maritime », correspondant au Pays de Caux, frais, humide et pluvieux, légèrement plus frais que dans le Cotentin.
Pour la période 1971-2000, la température annuelle moyenne est de 10,5 °C, avec une amplitude thermique annuelle de 13,5 °C. Le cumul annuel moyen de précipitations est de 858 mm, avec 13,4 jours de précipitations en janvier et 8,5 jours en juillet. Pour la période 1991-2020, la température moyenne annuelle observée sur la station météorologique la plus proche, située sur la commune d'Ectot-lès-Baons à 15 km à vol d'oiseau, est de 10,8 °C et le cumul annuel moyen de précipitations est de 905,5 mm,. Pour l'avenir, les paramètres climatiques de la commune estimés pour 2050 selon différents scénarios d'émission de gaz à effet de serre sont consultables sur un site dédié publié par Météo-France en novembre 2022.

## Urbanisme

### Typologie
Au 1er janvier 2024, Auzouville-sur-Saâne est catégorisée commune rurale à habitat dispersé, selon la nouvelle grille communale de densité à sept niveaux définie par l'Insee en 2022.
Elle est située hors unité urbaine. Par ailleurs la commune fait partie de l'aire d'attraction de Rouen, dont elle est une commune de la couronne,. Cette aire, qui regroupe 317 communes, est catégorisée dans les aires de 200 000 à moins de 700 000 habitants,.

### Occupation des sols
L'occupation des sols de la commune, telle qu'elle ressort de la base de données européenne d’occupation biophysique des sols Corine Land Cover (CLC), est marquée par l'importance des territoires agricoles (66,3 % en 2018), en diminution par rapport à 1990 (74,1 %). La répartition détaillée en 2018 est la suivante : 
terres arables (44,2 %), forêts (25,9 %), prairies (22,1 %), zones urbanisées (7,8 %). L'évolution de l’occupation des sols de la commune et de ses infrastructures peut être observée sur les différentes représentations cartographiques du territoire : la carte de Cassini (XVIIIe siècle), la carte d'état-major (1820-1866) et les cartes ou photos aériennes de l'IGN pour la période actuelle (1950 à aujourd'hui).

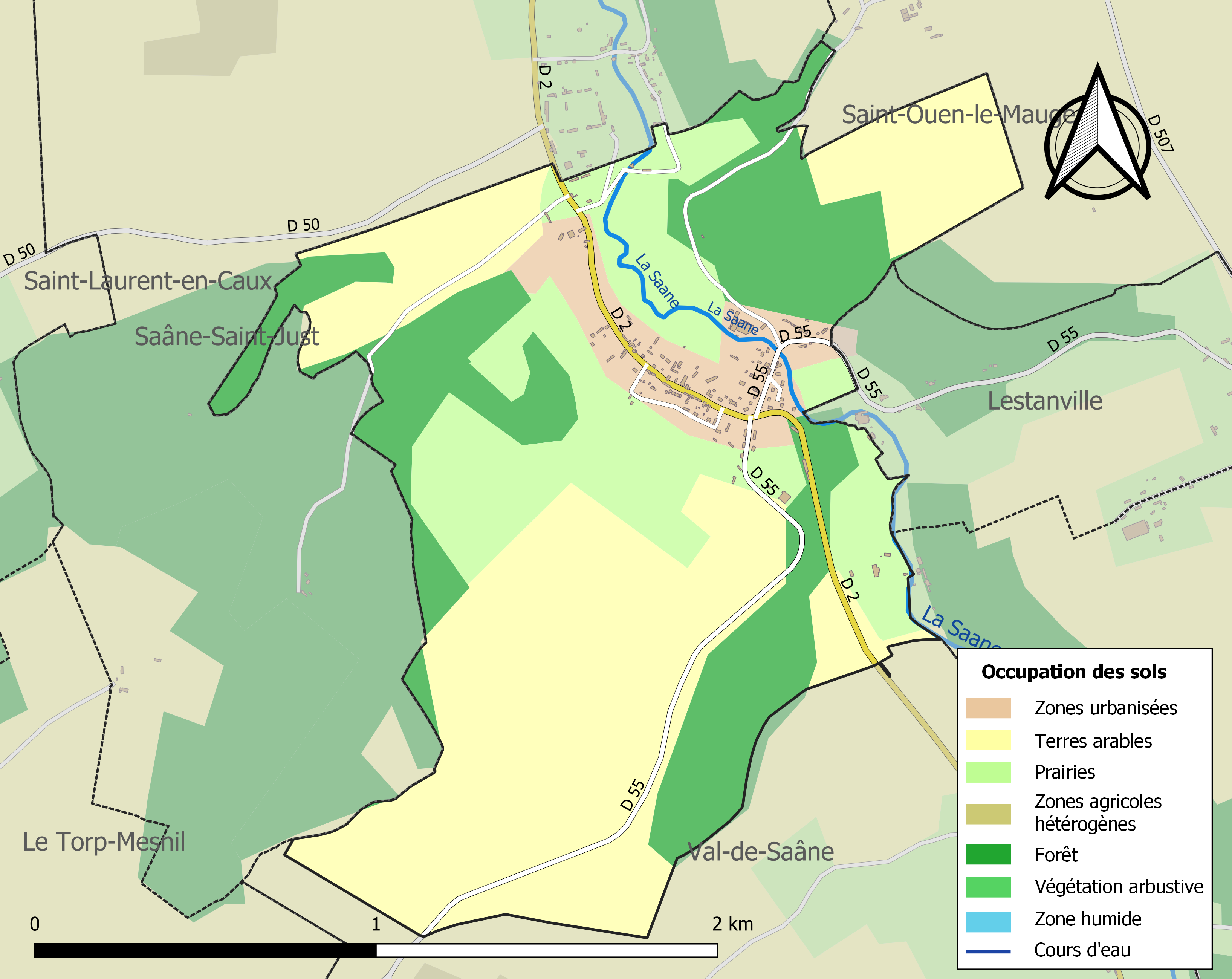
Carte des infrastructures et de l'occupation des sols de la commune en 2018 (CLC).

### Habitat et logement
En 2019, le nombre total de logements dans la commune était de 81, alors qu'il était de 79 en 2014 et de 78 en 2009.
Parmi ces logements, 86,3 % étaient des résidences principales, 7,5 % des résidences secondaires et 6,2 % des logements vacants. Ces logements étaient pour 97,5 % d'entre eux des maisons individuelles et pour 0 % des appartements.
Le tableau ci-dessous présente la typologie des logements à Auzouville-sur-Saâne en 2019 en comparaison avec celle de la Seine-Maritime et de la France entière. Une caractéristique marquante du parc de logements est ainsi une proportion de résidences secondaires et logements occasionnels (7,5 %) supérieure à celle du département (4 %) mais inférieure à celle de la France entière (9,7 %). Concernant le statut d'occupation de ces logements, 80 % des habitants de la commune sont propriétaires de leur logement (82,4 % en 2014), contre 53 % pour la Seine-Maritime et 57,5 pour la France entière.
| Typologie                                               | Auzouville-sur-Saâne | Seine-Maritime | France entière |
| ------------------------------------------------------- | -------------------- | -------------- | -------------- |
| Résidences principales (en %)                           | 86,3                 | 87,8           | 82,1           |
| Résidences secondaires et logements occasionnels (en %) | 7,5                  | 4              | 9,7            |
| Logements vacants (en %)                                | 6,2                  | 8,2            | 8,2            |

## Toponymie
Le nom de la localité est attesté sous les formes Osulvilla entre 1083 et 1087, Osouvilla super Saanam dès 1223.
La Saâne est un fleuve côtier français, dans le département de la Seine-Maritime, en région Normandie, qui se jette dans la Manche.

## Histoire

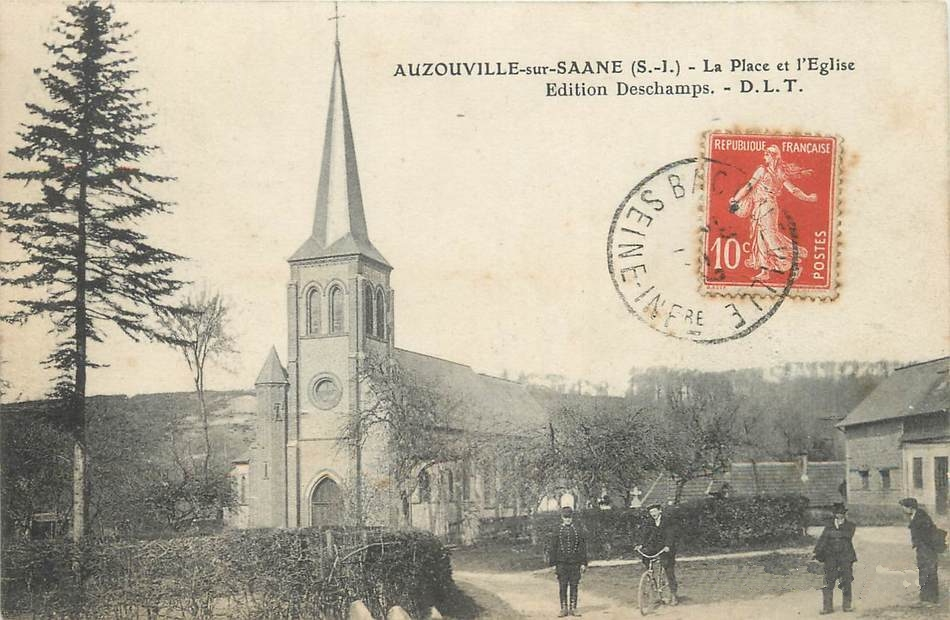
Le centre du village vers 1910.

## Politique et administration

### Rattachements administratifs et électoraux

#### Rattachements administratifs
La commune se trouve dans l'arrondissement de Dieppe du département de la Seine-Maritime.
Elle faisait partie depuis 1793 du canton de Bacqueville-en-Caux. Dans le cadre du redécoupage cantonal de 2014 en France, cette circonscription administrative territoriale a disparu, et le canton n'est plus qu'une circonscription électorale.

#### Rattachements électoraux
Pour les élections départementales, la commune fait partie depuis 2014 du canton de Luneray
Pour l'élection des députés, elle fait partie de la dixième circonscription de la Seine-Maritime.

### Intercommunalité
Auzouville-sur-Saâne était membre de la communauté de communes Saâne et Vienne, un établissement public de coopération intercommunale (EPCI) à fiscalité propre créé fin 2001 et auquel la commune avait transféré un certain nombre de ses compétences, dans les conditions déterminées par le code général des collectivités territoriales.
Dans le cadre des dispositions de la loi portant nouvelle organisation territoriale de la République du 7 août 2015, qui prévoit que les établissements publics de coopération intercommunale (EPCI) à fiscalité propre doivent avoir un minimum de 15 000 habitants, cette intercommunalité a fusionné avec ses voisines pour former, le 1er janvier 2017, la communauté de communes Terroir de Caux dont est désormais membre la commune.

### Liste des maires
| Période                                  | Période                       | Identité          | Étiquette | Qualité                               |
| ---------------------------------------- | ----------------------------- | ----------------- | --------- | ------------------------------------- |
| 1855                                     | 1866                          | Emmanuel Langevin |           |                                       |
|                                          | 1898                          | Jules Dessaux     |           | Instituteur                           |
| 1909                                     |                               | Florentin Cordier |           | Agriculteur                           |
| 1924                                     |                               | M. Barbier        |           |                                       |
| Les données manquantes sont à compléter. |                               |                   |           |                                       |
| 2001                                     | mars 2008                     | Marcel Fréon      |           |                                       |
| mars 2008                                | 2014                          | Jacquy Guérard    |           |                                       |
| 2014                                     | mai 2020                      | Claude Grindel    | SE        | Retraité                              |
| mai 2020                                 | En cours (au 29 janvier 2023) | Stéphane Grindel  |           | Cadre d'entreprise, fils du précédent |

## Démographie
L'évolution du nombre d'habitants est connue à travers les recensements de la population effectués dans la commune depuis 1793. Pour les communes de moins de 10 000 habitants, une enquête de recensement portant sur toute la population est réalisée tous les cinq ans, les populations de référence des années intermédiaires étant quant à elles estimées par interpolation ou extrapolation. Pour la commune, le premier recensement exhaustif entrant dans le cadre du nouveau dispositif a été réalisé en 2008.

En 2022, la commune comptait 146 habitants, en évolution de −4,58 % par rapport à 2016 (Seine-Maritime : +0,35 %, France hors Mayotte : +2,11 %).
| 1793 | 1800 | 1806 | 1821 | 1831 | 1836 | 1841 | 1846 | 1851 |
| ---- | ---- | ---- | ---- | ---- | ---- | ---- | ---- | ---- |
| 295  | 295  | 279  | 342  | 357  | 373  | 381  | 384  | 350  |

| 1856 | 1861 | 1866 | 1872 | 1876 | 1881 | 1886 | 1891 | 1896 |
| ---- | ---- | ---- | ---- | ---- | ---- | ---- | ---- | ---- |
| 363  | 372  | 336  | 323  | 288  | 255  | 240  | 231  | 238  |

| 1901 | 1906 | 1911 | 1921 | 1926 | 1931 | 1936 | 1946 | 1954 |
| ---- | ---- | ---- | ---- | ---- | ---- | ---- | ---- | ---- |
| 249  | 217  | 227  | 176  | 186  | 163  | 168  | 209  | 195  |

| 1962 | 1968 | 1975 | 1982 | 1990 | 1999 | 2006 | 2008 | 2013 |
| ---- | ---- | ---- | ---- | ---- | ---- | ---- | ---- | ---- |
| 172  | 162  | 136  | 164  | 153  | 137  | 149  | 153  | 154  |

| 2018 | 2022 | - | - | - | - | - | - | - |
| ---- | ---- | - | - | - | - | - | - | - |
| 151  | 146  | - | - | - | - | - | - | - |

## Culture locale et patrimoine

### Lieux et monuments
- Église Saint-Léger.
- Curieuse maison normande avec galerie extérieure des XVe et XVIe siècles. Elle fait l’objet d’un classement au titre des monuments historiques depuis le 1er septembre 1992[24].